# Philipp August Feddern
Philipp August Feddern (* 16. November 1799 in Berlin; † 4. Juni 1849 in Berlin-Luisenstadt) war ein deutscher Turner, Turn- und Fechtlehrer.

## Leben und Werk
Nach der Schulzeit erlernte Feddern das Tischlerhandwerk und turnte in seiner Freizeit in der Hasenheide, wo er mit Friedrich Ludwig Jahn in Kontakt kam. Daraus entwickelte sich eine Freundschaft bis zum Lebensende. Nach Jahren der Walz kehrte er 1828 nach Berlin zurück, wo Feddern Gehilfe von Ernst Eiselen in dessen privater Turnanstalt wurde. 1844 erfolgte seine Anstellung als Turnlehrer am Berliner Friedrich-Wilhelms-Gymnasium und an der Königlichen Realschule in Berlin. In dieser Zeit war er auch mitverantwortlich für die Einrichtung und Ausgestaltung des neuen Turnplatzes in der Hasenheide. Er wirkte außerdem als Turn- und Fechtlehrer der Familie des Königs von Preußen. Der späterer Kaiser Friedrich war als Kurprinz Fritz sein Schüler.
1849 starb er im Alter von 49 Jahren an der Cholera. Sein Sohn Hermann Feddern trat als Turner in die Fußstapfen des Vaters.